# HD 84810
l Carinae
Cet article concerne l Carinae (l minuscule). Pour L Carinae (l majuscule), voir HD 90264. Pour I Carinae (i majuscule), voir HD 90589. Pour i Carinae (i minuscule), voir HD 79447.
Désignations
l Carinae (l Car), également désignée HD 84810 et HR 3884, est une étoile de la constellation australe de la Carène. Elle a une magnitude apparente moyenne de +3,4, ce qui la rend aisément visible à l'œil nu et en fait l'un des membres les plus brillants de la Carène. D'après les mesures de parallaxe, elle est à environ 1600 années-lumière (490 parsecs) de la Terre.
D'après les caractéristiques de son spectre, l Carinae est de type spectral G5 Iab/Ib. Ceci indique que l'étoile a atteint un stade de son évolution où elle s'est dilatée pour devenir une supergéante ayant 169 fois le rayon du Soleil. Comme c'est une étoile massive ayant 8–13 fois la masse du Soleil, elle brûle rapidement son combustible nucléaire et est devenue une supergéante depuis environ 33 millions d'années, après avoir passé 15–17 millions d'années comme étoile de la séquence principale.
l Carinae est classée comme étoile variable céphéide et sa luminosité varie sur une plage de 0,725 magnitude sur une longue période de 35,560 jours. La vitesse radiale de l'étoile varie également de 39 km/s durant chaque cycle de pulsation. Elle a une enveloppe circumstellaire compacte qui peut être observée par interférométrie. L'enveloppe a été résolue à une longueur d'onde infrarouge de 10 μm, donnant un rayon de 10–100 ua avec une température moyenne de 100 K. La matière cette enveloppe provient de la masse éjectée par l'étoile centrale.